# Atletica leggera ai V Giochi della Francofonia
Le competizioni di atletica leggera dei V Giochi della Francofonia si sono svolte dall'11 al 16 dicembre 2005 allo Stade Général Seyni Kountché di Niamey, in Niger.

## Delegazioni partecipanti
- Vallonia
- Benin (7)
- Burkina Faso (17)
- Burundi (3)
- Camerun (11)
- Canada (37)
- Rep. Centrafricana (7)
- Ciad (3)
- RD del Congo (6)
- Egitto (2)
- Guinea Equatoriale (4)
- Francia (61)
- Gabon (10)
- Guinea (7)
- Guinea-Bissau (2)
- Costa d'Avorio (10)
- Libano (3)
- Lussemburgo (3)
- Madagascar (9)
- Mali (3)
- Mauritania (4)
- Mauritius (9)
- Monaco (2)
- Marocco (41)
- Nuovo Brunswick (5)
- Niger (19)
- Québec (9)
- Rep. del Congo (10)
- Romania (14)
- Ruanda (5)
- Saint Lucia (2)
- Senegal (14)
- Seychelles (4)
- Svizzera (5)
- Togo (4)
- Tunisia (4)

## Podi

### Uomini
| Specialità                        | Oro                                                                                        | Prestazione | Argento                                                                              | Prestazione | Bronzo                                                                      | Prestazione               |
| Corse piane                       |                                                                                            |             |                                                                                      |             |                                                                             |                           |
| 100 m piani (dettagli)            | Idrissa Sanou                                                                              | 10.48       | Éric Pacôme N'Dri                                                                    | 10.52       | Amr Ibrahim Mostafa Seoud                                                   | 10.55                     |
| 200 m piani (dettagli)            | Ben Youssef Meité                                                                          | 20.99       | Marius Loua                                                                          | 21.01       | Oumar Loum                                                                  | 21.12                     |
| 400 m piani (dettagli)            | Mathieu Gnanligo                                                                           | 46.43       | Fernando Augustin                                                                    | 46.52       | Ismael Daif                                                                 | 47.13                     |
| 800 m piani (dettagli)            | Yassine Bensghir                                                                           | 1:47.11     | Assane Diallo                                                                        | 1:49.10     | Abdelkrim Khoudri                                                           | 1:49.52                   |
| 1500 m piani (dettagli)           | Yassine Bensghir                                                                           | 3:46.58     | Youssef Baba                                                                         | 3:46.84     | Zakaria Mazouzi                                                             | 3:47.84                   |
| 5000 m piani (dettagli)           | Adil Kaouch                                                                                | 14:16.23    | Abdelhalim Zahraoui                                                                  | 14:16.39    | Dieudonné Disi                                                              | 14:16.41                  |
| 10000 m piani (dettagli)          | Dieudonné Disi                                                                             | 29:17.11    | Abderrahim Goumri                                                                    | 29:18.05    | Ahmed Baday                                                                 | 29:18.06                  |
| Corse a ostacoli                  |                                                                                            |             |                                                                                      |             |                                                                             |                           |
| 110 m ostacoli (dettagli)         | Cédric Lavanne                                                                             | 13.68       | Jared MacLeod                                                                        | 13.70       | Joseph-Berlioz Randriamihaja                                                | 14.08                     |
| 400 m ostacoli (dettagli)         | Ibou Faye                                                                                  | 50.67       | Ibrahima Maïga                                                                       | 50.71       | Barnabé Bationo                                                             | 51.04                     |
| 3000 m siepi (dettagli)           | Hamid Ezzine                                                                               | 8:52.73     | Abderrahman Mouatassim                                                               | 9:01.03     | Nordine Gezzar                                                              | 9:08.33                   |
| Staffette                         |                                                                                            |             |                                                                                      |             |                                                                             |                           |
| Staffetta 4×100 m (dettagli)      | Costa d'Avorio Jean-Ukruch Kouassi Tiecura Marius Loua Ben Youssef Meité Éric Pacôme N'Dri | 39.79       | Francia Yannick Urbino Thierry Lubin Christophe Cheval Jérôme Éyana                  | 40.09       | Mauritius Arnaud Casquette Fernando Augustin Henrico Louis Ommana Kowlessur | 40.28                     |
| Staffetta 4×400 m (dettagli)      | Marocco Younes Frhani Abdelkrim Khoudri Younés Belkaifa Ismael Daif                        | 3:06.87     | Mauritius Jean-Francois Degrasse Ommana Kowlessur Anton Vieillesse Fernando Augustin | 3:07.46     | Senegal El Hadji Sethe Mbow Jacques Sambou Ibou Faye Cheikh Drame           | 3:11.37                   |
| Corse su strada                   |                                                                                            |             |                                                                                      |             |                                                                             |                           |
| Maratona (dettagli)               | Rachid Kisri                                                                               | 2:17:03     | Zäid Laâroussi                                                                       | 2:17:18     | Abderrahime Bouramdane                                                      | 2:18:46                   |
| Marcia 20 km (dettagli)           | Denis Langlois                                                                             | 1:30:47     | David Boulanger                                                                      | 1:31:16     | Hassanine Sebei                                                             | 1:32:36                   |
| Salti                             |                                                                                            |             |                                                                                      |             |                                                                             |                           |
| Salto in alto (dettagli)          | Mustapha Raifak                                                                            | 2.24 m      | Kwaku Boateng Eduard Sebestyén                                                       | 2.20 m      | Non attribuita.                                                             | Non attribuita.           |
| Salto con l'asta (dettagli)       | Damiel Dossévi                                                                             | 5.40 m      | Pierre-Charles Peuf                                                                  | 5.30 m      | Robert Hanson                                                               | 5.20 m                    |
| Salto in lungo (dettagli)         | Salim Sdiri                                                                                | 7.98 m      | Tarik Bougtaïb                                                                       | 7.78 m w†   | Arnaud Casquette                                                            | 7.76 m w (vento: 2.4 m/s) |
| Salto triplo (dettagli)           | Tarik Bougtaïb                                                                             | 16.91 m     | Yahya Berrabah                                                                       | 16.44 m     | Daniel Donovici                                                             | 16.11 m                   |
| Lanci                             |                                                                                            |             |                                                                                      |             |                                                                             |                           |
| Getto del peso (dettagli)         | Yves Niaré                                                                                 | 18.64 m     | Stéphane Szuster                                                                     | 17.19 m     | Badri Obeid\|                                                               | 15.49 m                   |
| Lancio del disco (dettagli)       | Yves Niaré                                                                                 | 54.15 m     | Bertrand Vili                                                                        | 54.05 m     | Eric Forshaw                                                                | 52.80 m                   |
| Lancio del martello (dettagli)    | James Steacy                                                                               | 71.90 m     | Christophe Épalle                                                                    | 71.41 m     | Cosmin Sorescu                                                              | 67.43 m                   |
| Lancio del giavellotto (dettagli) | David Brisseault                                                                           | 71.64 m     | Vitoli Tipotio                                                                       | 67.79 m     | Fabio Ramsamy                                                               | 65.54 m                   |
| Prove multiple                    |                                                                                            |             |                                                                                      |             |                                                                             |                           |
| Decathlon (dettagli)              | Romain Barras                                                                              | 8046 p.     | Nadir El Fassi                                                                       | 7307 p.     | Patrick Russel                                                              | 7097 p.                   |

- † = Wind speed was not recorded for this jump

### Donne
| Specialità                        | Oro                                                                         | Prestazione | Argento                                                                             | Prestazione     | Bronzo                                                                     | Prestazione |
| Corse piane                       |                                                                             |             |                                                                                     |                 |                                                                            |             |
| 100 m piani (dettagli)            | Véronique Mang                                                              | 11.40       | Amandine Allou Affoue                                                               | 11.67           | Fabienne Beret-Martinel                                                    | 11.72       |
| 200 m piani (dettagli)            | Kaltouma Nadjina                                                            | 22.92       | Aurélie Kamga                                                                       | 23.72           | Phara Anacharsis                                                           | 23.75       |
| 400 m piani (dettagli)            | Kaltouma Nadjina                                                            | 52.12       | Fatou Bintou Fall                                                                   | 52.57           | Solen Désert                                                               | 53.57       |
| 800 m piani (dettagli)            | Seltana Aït Hammou                                                          | 2:04.63     | Mihaela Neacșu                                                                      | 2:05.30         | Saïda El Mehdi                                                             | 2:06.49     |
| 1500 m piani (dettagli)           | Seltana Aït Hammou                                                          | 4:34.32     | Saïda El Mehdi                                                                      | 4:34.46         | Mariem Alaoui Selsouli                                                     | 4:35.60     |
| 5000 m piani (dettagli)           | Zhor El Kamch                                                               | 16:19.71    | Bouchra Chaâbi                                                                      | 16:21.54        | Christine Bardelle                                                         | 16:38.02    |
| 10000 m piani (dettagli)          | Zhor El Kamch                                                               | 33:41.28    | Malika Asahssah                                                                     | 34:41.23        | Fatima Ayachi                                                              | 34:59.34    |
| Corse a ostacoli                  |                                                                             |             |                                                                                     |                 |                                                                            |             |
| 100 m ostacoli (dettagli)         | Joanna Bujak                                                                | 13.47       | Carole Kaboud Mebam                                                                 | 13.58           | Elisabeth Davin                                                            | 13.65       |
| 400 m ostacoli (dettagli)         | Sylvanie Morandais                                                          | 58.27       | Aïssata Soulama                                                                     | 58.40           | Aurore Kassambara                                                          | 59.45       |
| Staffette                         |                                                                             |             |                                                                                     |                 |                                                                            |             |
| Staffetta 4×100 m (dettagli)      | Francia Véronique Mang Fabienn Beret-Martinel Aurélie Kamga Carima Louami   | 44.61       | Costa d'Avorio Estelle Brou Makari Sanganoko Louise Ayétotché Amandine Allou Affoue | 45.36           | Burkina Faso Mariette Mien Sarah Tondé Kadidiatou Traoré Béatrice Kamboulé | 45.99       |
| Staffetta 4×400 m (dettagli)      | Francia Phara Anacharsis Aurelie Kamga Aurore Kassambara Sylvanie Morandais | 3:37.91     | Canada Lauren Seibel Tasha Monroe Melina Thibodeau Esther Akinsulie                 | 3:40.96         | Marocco Saïda El Mehdi Halima Hachlaf Seltana Aït Hammou Hanane Skhyi      | 3:42.48     |
| Corse su strada                   |                                                                             |             |                                                                                     |                 |                                                                            |             |
| Maratona (dettagli)               | Céline Cormerais Eléna Fétizon                                              | 2:45:28     | Non attribuita.                                                                     | Non attribuita. | Épiphanie Nyirabaramé                                                      | 2:50:13     |
| Salti                             |                                                                             |             |                                                                                     |                 |                                                                            |             |
| Salto in alto (dettagli)          | Whitney Evans                                                               | 1.83 m      | Andreea Ispan                                                                       | 1.83 m          | Beatrice Lundmark                                                          | 1.79 m      |
| Salto con l'asta (dettagli)       | Kelsie Hendry                                                               | 4.15 m      | Syrine Balti                                                                        | 4.05 m          | Amélie Delzenne                                                            | 3.95 m      |
| Salto in lungo (dettagli)         | Elise Vesanes                                                               | 6.42 m      | Céline Laporte                                                                      | 6.24 m          | Alina Militaru                                                             | 6.22 m      |
| Salto triplo (dettagli)           | Mariette Mien                                                               | 13.23 m     | Latifa Ezziraoui                                                                    | 13.18 m         | Béatrice Kamboulé                                                          | 13.05 m     |
| Lanci                             |                                                                             |             |                                                                                     |                 |                                                                            |             |
| Getto del peso (dettagli)         | Jessica Cérival                                                             | 16.32 m     | Elena Hila                                                                          | 15.93 m         | Amel Ben Khaled                                                            | 14.81 m     |
| Lancio del disco (dettagli)       | Ileana Brânduşoiu                                                           | 52.28 m     | Agnès Teppe                                                                         | 49.52 m         | Suzanne Kragbé                                                             | 48.72 m     |
| Lancio del martello (dettagli)    | Stéphanie Falzon                                                            | 65.12 m     | Amélie Perrin                                                                       | 64.02 m         | Mihaela Melinte                                                            | 61.96 m     |
| Lancio del giavellotto (dettagli) | Lindy Leveau                                                                | 53.92 m     | Sephora Bissoly                                                                     | 52.71 m         | Karine Hervieu                                                             | 51.34 m     |

## Medagliere
| Posiz. | Nazione        | Oro | Argento | Bronzo | Totale |
| ------ | -------------- | --- | ------- | ------ | ------ |
| 1      | Francia        | 19  | 12      | 8      | 39     |
| 2      | Marocco        | 11  | 11      | 9      | 31     |
| 3      | Canada         | 3   | 3       | 3      | 9      |
| 4      | Costa d'Avorio | 2   | 4       | 1      | 7      |
| 5      | Burkina Faso   | 2   | 1       | 3      | 6      |
| 6      | Ciad           | 2   | 0       | 0      | 2      |
| 7      | Romania        | 1   | 4       | 4      | 9      |
| 8      | Senegal        | 1   | 2       | 2      | 5      |
| 9      | Seychelles     | 1   | 1       | 0      | 2      |
| 10     | Ruanda         | 1   | 0       | 2      | 3      |
| 11     | Benin          | 1   | 0       | 0      | 1      |
| 12     | Mauritius      | 0   | 2       | 3      | 5      |
| 13     | Tunisia        | 0   | 1       | 2      | 3      |
| 14=    | Camerun        | 0   | 1       | 0      | 1      |
| 14=    | Mali           | 0   | 1       | 0      | 1      |
| 16=    | Belgio         | 0   | 0       | 1      | 1      |
| 16=    | Egitto         | 0   | 0       | 1      | 1      |
| 16=    | Libano         | 0   | 0       | 1      | 1      |
| 16=    | Madagascar     | 0   | 0       | 1      | 1      |
| 16=    | Svizzera       | 0   | 0       | 1      | 1      |
| Totale | Totale         | 44  | 43      | 42     | 129    |